# Nicolas Ostheimer
Nicolas Ostheimer (* 16. September 2005 in Ehenbichl, Tirol) ist ein österreichischer Trialfahrer.

## Karriere
Mit 11 Jahren trat Nicolas Ostheimer dem lokalen Motortrialverein (SV-Reutte Zweigverein Trial) bei. Dort kam er auch das erste Mal mit Fahrrad-Trial in Kontakt. 2017 bekam er sein erstes Trialrad. Seit 2019 bestreitet er Trial-Wettkämpfe, zunächst zwei Jahre in der Hobbyklasse. 2020 stieg er in die Jahrgangsklasse auf.
2021 bestritt Ostheimer erste internationale Wettkämpfe, wie die Weltmeisterschaft 2021 in Vic und den Weltcup 2021 in Belfort. 2022 erzielte er neben seinem zweiten österreichischen Junioren-Staatsmeister in Graz auch erste internationale Erfolge wie den 3. Platz bei der BIU-Europameisterschaft in Ölbronn.
Nach der Weltmeisterschaft 2022 in Abu Dhabi stieg er von 20"- auf 26"-Räder um. 2023 erreichte er seinen bis dato größten Erfolg, den 3. Platz bei der Radsport-Weltmeisterschaften in Glasgow bei den Junioren in 26", und wurde zum Nachwuchssportler des Jahres im Außerfern gewählt.

## Erfolge
2022
- BIU-Europameisterschaften – 20'' (Junioren)

2023
- UCI-Trial-Weltmeisterschaften – 26'' (Junioren)